# وارن فینی سینیور
وارن فینی سینیور (انگلیسی: Warren Feeney Sr.؛ زادهٔ ۱۹۴۹ (۷۵–۷۶ سال)) بازیکن فوتبال پیشین اهل بریتانیا است.
از باشگاه‌هایی که در آن بازی کرده است می‌توان به باشگاه فوتبال گلنتوران، باشگاه فوتبال استوک سیتی، و باشگاه فوتبال لینفیلد اشاره کرد.
وی همچنین در تیم ملی فوتبال ایرلند شمالی بازی کرده است.

## زندگی شخصی
او پدربزرگ جورج فینی، بازیکن فوتبال است. پدرش جیم و پسرش وارن نیز در فوتبال ملی به نمایندگی از کشور ایرلند شمالی بازی کرده‌اند.